# 克萊奧帕特拉 (密蘇里州)
克萊奧帕特拉（英語：Cleoparta）是位於美國密蘇里州默瑟縣的非建制地區。

## 歷史
克萊奧帕特拉的郵局於1861年設立，其後於1905年停運。

## 地理
克萊奧帕特拉所處的海拔為高於海平面334米（即1096英呎），而該地所採用的時區為UTC-6，即北美中部時區（CST）。同時該地設有夏令時間，為UTC-6調快一小時，即UTC-5（CDT）。